# 屈曲克梅吉迪耶清真寺
屈曲克梅吉迪耶清真寺（土耳其語：Küçük Mecidiye Camii）是土耳其伊斯坦布尔的一座奥斯曼清真寺，位于贝西克塔斯区的彻拉安街，靠近耶尔德兹公园入口。贝西克塔斯警察局位于附近，彻拉安宫在街对面。
它是由苏丹阿卜杜勒-迈吉德一世下令修建，建筑师Nigoğos Balyan。